# Luther Manship
Luther Manship (* 13. April 1853 in Jackson, Mississippi; † 22. April 1915) war ein US-amerikanischer Politiker. Zwischen 1908 und 1912 war er Vizegouverneur des Bundesstaates Mississippi.

## Werdegang
Luther Manship war das neunte von 15 Kindern von Charles Henry und Adeline Manship. Der Vater war Geschäftsmann und lokaler Politiker in Jackson. Luther Manship wurde Literat und schrieb Gedichte und Lieder. Außerdem hielt er am Southern Lyceum Circuit Vorlesungen. Politisch schloss er sich der Demokratischen Partei an.
1907 wurde Manship an der Seite von Edmond Noel zum Vizegouverneur von Mississippi gewählt. Dieses Amt bekleidete er zwischen 1908 und 1912. Dabei war er Stellvertreter des Gouverneurs und Vorsitzender des Staatssenats. Nach seiner Zeit als Vizegouverneur ist er politisch nicht mehr in Erscheinung getreten. Er starb am 22. April 1915.